# Руски (остров, Японско море)
Остров Руски (на руски: Русский остров) е остров в северозападната част на Японско море, в северната част на големия залив Петър Велики, между заливите Амурски на запад и Усурийски на изток. Административно влиза в състава на Приморски край на Русия. Разположен е южно от град Владивосток, от който го отделя широкия 1,5 km проток Източен Босфор, над който е изграден автомобилен мост. На югозапад протока Старк го отделя от остров Попов, а на юг, на 150 m е малкия остров Шкот. Дължина 18 km, ширина 13 km. Бреговата му линия е силно разчленена от множество полуострови: Сапьорни (най-голям, в северната част), Житков (в източната част) и заливи: Париж (на североизток), Новик (на север, дължина 11 km), Филиповски и Войвода (на запад), Островен (на юг). Максимална височина 291 m, разположена в северната му част. Покрит е с гъсти широколистни гори. На острова са разположени няколко села: Поспелово, Аякс, Житково, Екипажни, Войвода и др. През 2010 г. населението на острова е наброявало 4703 души. Първото детайлно топографско заснемане и картиране на бреговата му линия е извършено през 1862 г. от руски морски топограф Василий Бабкин.

## Топографска карта
- Лист от карта K-52-XII Владивосток. Мащаб: 1 : 200 000. Състояние на местността към 1972-1983 год. Издание 1990 г.